# Bystřice (March)
Die Bystřice (deutsch Feistritz, auch Fister, Bistritza bzw. Wisternitzbach) ist ein linker Zufluss der March in Tschechien.
Sie entspringt im Niederen Gesenke (Nízký Jeseník) nordwestlich der 800 m hohen Sonnenkoppe (Slunečná). Am Flusslauf liegen in südlicher Richtung die Orte Dětřichov nad Bystřicí (Dittersdorf a.d. Feistritz), Ondrášov (Andersdorf) und Sedm Dvorů (Siebenhöfen), wo der von Moravský Beroun kommende Důlní potok (Stollenbach) einmündet.
Unterhalb von Domašov nad Bystřicí (Domstadtl) durchschneidet der Fluss in einem tiefen Tal die Oderberge, dort befindet sich am linken Flussufer der Truppenübungsplatz Libavá, der sich bis nach Hlubočky (Hombok) erstreckt. Weitere Orte am Fluss sind Velká Bystřice (Großwisternitz) und Bystrovany (Bistrowan). In ihrem Unterlauf fließt die Bystřice westwärts in das Stadtgebiet von Olmütz, wo sie im Stadtteil Hodolany (Hodolein) nach 53,9 Kilometern in die March mündet. Die Bystřice entwässert ein Gebiet von 267 Quadratkilometern.